# Вёшки (Смоленская область)
Вёшки — село в Смоленской области России, в Угранском районе. Расположено в восточной части области в 20 км к северо-востоку от Угры, на левом берегу реки Волосты, на автодороге Р132 Вязьма — Калуга — Тула — Рязань.
Население — 241 житель (2007 год). Административный центр Вёшковского сельского поселения.

## История
В прошлом (до 1861 года) крупное владельческое село — 33 двора, 456 жителей. В начале XX века (1904 год) — 75 дворов, 484 жителя. В селе была земская и частная школа, кузница, проводились две ярмарки. В 1942 году в деревне шли ожесточённые бои между советским авиадесантом и фашистами.
В деревне родился Герой Советского Союза Фокин Г. Н.

## Экономика
Неполная средняя школа, библиотека, дом культуры, почта, медпункт.

## Достопримечательности
- Памятный знак на братской могиле воинов Советской Армии, погибших в 1941—1943 гг.